# 地址编码
地址编码（Geocoding），是利用客觀的地理坐標數據來描述任何一種可以和地理位置拉上關係的事物。例如：一個固網電話號碼，只要該電話號碼代表的是一個固定位置的電話、一張相片、一個郵政信箱、一個地址或地名、一支電燈柱、一間商店，甚至是一朵花。當一樣事物座標化之後，亦可以被應用到電腦化地圖製作或地理資訊系統之上。
以往，人類喜歡使用地名或地址來表達生活的地方或空間內外的事物，可是地名和地址並不是一種客觀的位置表述方式，容易出現重複，混淆。又或難以正確和有效地用一些鮮為人知的地名來表達出事物的正確位置。自從全球定位系统在21世紀初開始普及，要獲取每一種事物的地理坐標位置數據變得相當便宜和方便。因此不少的事物都被漸漸被地址编码，以便作位置表達，地理資訊記錄，運用和分析。

## 反向地址编码服务
反向地址编码服务实现了将地球表面的地址坐标转换为标准地址的过程。反向地址编码提供了坐标定位引擎，帮助用户通过地面某个地物的坐标值来反向查询得到该地物所在的行政区划、所处街道以及最匹配的标准地址信息。通过丰富的标准地址库中的数据，可帮助用户在移动端查询、商业分析、规划分析等领域创造无限价值。

## 向量式地址编码
向量式地址编码（vector geocoding）指使用座標參考系統去定義點、線、面特徵的位置。
向量化（vectorization）：指將網格式資料轉換為向量形式的過程。

## 網格式地址编码
網格式地址编码（raster geocoding）指使用建立於矩陣或方格的座標系統來標定位置，這樣的位置資料包含欄與列，稱為圖元（pixel）。
柵格化（rasterization）意指將向量式資料轉換為網格形式的過程。